# آرامگاه ابوذر بوزجانی
آرمگاه ابوذر بوزجانی محل دفن شیخ ابوذر بوزجانی در شهر تاریخی بوژگان واقع شده‌است.
این آرامگاه، در شهر تاریخی بوژگان و به فاصله ۱۸ کیلومتری شرق شهر تربت‌جام واقع شده‌است. نمای بیرونی آرامگاه آجری است و سقف آن نیز به صورت ضربی با خشت خام و به شکل نیمه استوانه ای بر روی دیوارهای جانبی استوار است.

در وسط آرامگاه قبر ابوذر بوزجانی قرار دارد که بر لوح آن این عبارت حک گردیده‌است: 
شیخ ابوذر بوزجانی بوژگانی در قرن چهارم هـ. ق زندگی می‌کرده‌است. وی عالم به علوم ریاضی و تصوف بوده و قبر سمت چپ متعلق به همسر شیخ ابوذر بوژگانی که معاریف و نیکان زمان خود بوده و در جوار حضرتش مدفون شده‌است.